# 궤양성 대장염
궤양성 대장염(潰瘍性大腸炎, ulcerative colitis)은 대장에 염증 또는 궤양이 생기는 염증성 장질환이다. 정확한 원인은 아직 밝혀지지 않았으나 환경적, 유전적 요인과 함께 자가면역질환 등이 원인으로 추정되고 있다.

## 증상
보통 90% 이상의 환자들에게서 혈변 증상이 나타난다.
가장 적은 사람들이 경험하는 것이 직장통이다.(20% 미만)
구토 증세나 메스꺼움이 나타날 수도 있다.

## 치료
일부 환자들은 흡연이 드라마틱하게 증상을 호전시키는 경우가 있다. 예전에는 담배의 니코틴이 염증억제의 작용을 하는 것이 아닐까 하는 추측이 있었는데, 일산화탄소가 염증을 억제시킨다는 동물실험 보고도 있다. 즉, 해롭고 중독성이 심한 담배가 아닌 흡연초라거나 다른 대체제로도 가능할수도 있다. (참고:http://ibdhotnews.exblog.jp/2930803)
궤양성 대장염을 완치할 수 있는 치료법은 아직 없지만 병의 경과에 미치는 요인에 대해서는 많은 연구를 거쳐 여러 가지 치료법이 개발되었고 상당한 치료 효과를 얻고 있다. 약물 치료에는 항염증제(설파살라진(sulfasalazine), 메살라진(mesalazine)), 부신피질 호르몬제 등의 약물이 가장 흔하게 사용되며, 환자의 상태에 따라 면역억제제, 항생제, 기타 여러 가지 약물을 적절히 선택하여 사용한다. 수술적 치료의 경우 궤양성 대장염을 완치할 수 있는 유일한 방법이지만 수술 방법이 워낙 복잡하고 수술로 인한 후유증이 크다. 따라서 가능한 한 수술을 하지 않고 약물요법만으로 치료하는 것을 원칙으로 하고 있다.
소아 궤양성 대장염 환자에 있어 인플릭시맙(Infliximab, 레미케이드) 치료
기존 치료에 반응을 보이지 않았던 중등도-중증 활성 소아 궤양성 대장염 환자의 73.3%가 인플릭시맙 투여 8주에 치료 반응을 보였으며, 8주차에 소아 궤양성 대장염 환자의 2/3에서 점막 치유 효과가 발견되었다.

## 신약개발/상품화 소식
다케다, 베돌리주맙 허가신청서 EU 제출
2013년 3월 다케다社가 궤양성 대장염과 크론병 등 두가지 염증성 장질환을 겨냥한 치료제로 개발된 신약후보물질의 허가신청서를 유럽 의약품감독국(EMA)에 제출했다. 중등도에서 중증에 이르는 성인 활동성 궤양성 대장염과 크론병을 적응증으로 허가가 신청된 이 장 선택적 휴먼 모노클로날 항체약물의 이름은 베돌리주맙(vedolizumab). 베돌리주맙은 α4β7 인테그린(integrin)에 길항작용하는 장 선택적 휴먼 모노클로날 항체 약물이다. α4β7은 소화관 내부에서 주로 발현되는 점착성 분자물질과 결합하기 때문에 베돌리주맙이 이 α4β7과 상호작용해 장 선택적인 영향을 미칠 수 있게 되는 것이다.
美 FDA, 궤양성대장염·크론병 치료제 ‘베돌리주맙’ 승인
미국식품의약국(FDA)은 궤양성대장염 및 크론병 치료제 베돌리주맙(상품명 엔티비오)의 시장판매를 20일 최종 승인했다. 이는 코르티코스테로이드 및 면역조절제, TNF 억제제에 반응하지 않는 중등도 이상의 성인 환자를 대상으로 한다.

## 유산균, 프로바이오틱스
유산균, 프로바이오틱스가 궤양성 대장염, 크론병 등 염증성 장질환의 발생을 억제하고 증상을 완화시킨다는 연구결과가 꾸준히 발표되고 있다. 현재까지 알려진 대부분의 프로바이오틱스는 유산균들이며 일부 간균속 등을 포함하고 있다.
유산균, 대장염 발생 억제, 증상 완화
아일랜드 코크대 의대 이먼 퀴글리 교수는 “유산균이 대장염의 발생을 억제하고 증상을 완화시키는 것으로 나타났다”면서 “대장염을 유발시킨 생쥐에게 유산균을 투여한 결과 대장 조직에서 염증을 일으키는 물질이 약 50% 감소했다”고 말했다.
프로바이오틱스 유산균, 장내 미생물균총 균형 조절
장내 미생물균총의 불균형이 염증성 장질환 등 대장질환을 일으킨다는 연구결과가 나왔다. 사람의 장내에는 다양한 미생물이 균형을 이루며 살아가고 있는데, 이러한 장내 미생물균총의 균형이 깨어질 경우 장 건강이 무너지게 된다는 것이다.

## UC사랑회
UC사랑회는 2005년에 설립된 대한민국의 궤양성대장염(Ulcerative Colitis) 환자 및 가족을 위한 비영리 환우 모임이다. 환자 간 정보 교류, 정기적인 모임, 온라인 상담, 교육 자료 제공 등을 통해 궤양성대장염 환자의 삶의 질 향상을 목표로 활동하고 있다.
이 모임은 전국 단위로 운영되며, 네이버 밴드와 오픈카카오톡방을 중심으로 온라인 커뮤니티를 구성해 왔다. 최근에는 인스타그램과 네이버 카페, 홈페이지 등을 통해 커뮤니티 활동을 확대하고 있다.
2022년에는 대한장연구학회가 주최한 ‘장의 날’ 행사에 참여하여, 다른 환우 단체들과 함께 염증성 장질환에 대한 대중 인식 제고와 의료진-환자 간 소통 증진을 위한 활동에 협력하였다.

## 건강강좌 및 교육 활동
UC사랑회는 크론가족사랑회와 함께 염증성 장질환 환우들을 위한 건강강좌와 교육 프로그램을 공동으로 운영하고 있다.  해당 활동은 환우 간 경험 공유, 전문가 강연, 질환 관리 전략 안내 등을 통해 환자와 보호자의 심리적 지지와 질환 극복 의지를 높이는 데 목적이 있다.
2025년 4월에는 '장(腸)해, 우리!'라는 이름으로 건강토크쇼를 개최하였다.  이 행사는 크론병 및 궤양성대장염을 앓고 있는 환자들이 치료 여정을 직접 소개하고, 환자 중심의 경험 공유를 통해 공감과 지지를 나누는 프로그램으로 구성되었다.  또한, 고려대학교 안암병원 금보라 교수(소화기내과)가 염증성 장질환 치료의 최신 전략에 대해 강연을 진행하였고, 명지병원 김현수 교수(정신건강의학과)는 환자들의 심리적 어려움에 대한 대응법을 제시하였다.
건강토크쇼는 무료로 진행되었으며, 사전 신청을 통해 환자, 보호자, 일반인도 참여할 수 있었다.

## 활동
- 궤양성대장염 관련 오프라인 정기 모임 운영
- 온라인 상담 및 정보 제공
- 질환 관련 의료 정보 및 복지 제도 안내
- 건강강좌 개최, 신규 환자 대상 안내 자료 제작
- 대한장연구학회 주최 행사 협력

## 온라인 채널
- UC사랑회 인스타그램
- UC사랑회 네이버 밴드
- UC사랑회 공식 홈페이지

## 관련 문서
- 궤양성대장염
- 염증성 장질환
- 크론병

## 같이 보기
- 염증성 장질환
- 크론병
- 프로바이오틱스